# Ushi
Ushi rey de los casitas de Khana (Mari y Terqa). Hijo y sucesor de Kashtiliash I. Gobernó antes del 1650 a. C. Le sucedió su hermano Abirattash.
- Datos: Q9367506